# Вольновское муниципальное образование
Вольновское муниципальное образование — упразднённое сельское поселение в Саратовском районе Саратовской области Российской Федерации.
Административный центр — село Шевыревка.
Законом Саратовской области от 25.11.2021 № 133-ЗСО с 1 января 2022 года было упразднено в результате объединения муниципального района с городским округом Саратовом.

## История
Статус и границы сельского поселения установлены Законом Саратовской области от 29 декабря 2004 года № 113-ЗСО «О муниципальных образованиях, входящих в состав Саратовского муниципального района».

## Население
| 2010  | 2011  | 2012  | 2013  | 2014  | 2015  | 2016  |
| ----- | ----- | ----- | ----- | ----- | ----- | ----- |
| 4012  | ↘4011 | ↘3993 | ↗4008 | ↗4046 | ↘4037 | ↗4062 |
| 2017  | 2018  | 2019  | 2020  | 2021  |       |       |
| ↘4034 | ↘4024 | ↘3935 | ↘3912 | ↗4417 |       |       |

## Состав сельского поселения
| № | Населённый пункт | Тип населённого пункта       | Население |
| - | ---------------- | ---------------------------- | --------- |
| 1 | Боковка          | село                         | 39        |
| 2 | Вольновка        | посёлок                      | ↘343      |
| 3 | Вязовка          | посёлок                      | 34        |
| 4 | Козловка         | деревня                      | 58        |
| 5 | Расловка         | деревня                      | 16        |
| 6 | Сабуровка        | село                         | ↗427      |
| 7 | Тарханы          | железнодорожная станция      | ↘1971     |
| 8 | Шевыревка        | село, административный центр | ↗1124     |